# 瓦西里·蘇里科夫

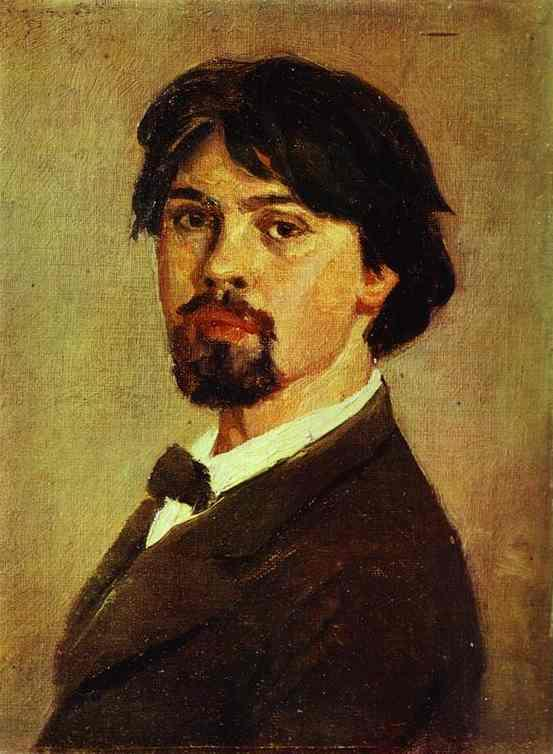
瓦西里·伊万诺维奇·苏里科夫

瓦西里·伊万诺维奇·苏里科夫（羅馬化：Vasily Ivanovich Surikov；1848年1月24日—1916年3月19日），俄罗斯著名画家，1948年莫斯科国立美术学院更名为苏里科夫美术学院。
苏里科夫出生于西伯利亚的克拉斯诺亚尔斯克，1876年毕业于圣彼得堡皇家美术学院，並且获得一级艺术家称号。成名作大部分取材于历史事件，表现人民在历史进程中的作用。
他是一位现实主义画家，描绘的都是当时俄罗斯的生活，他同情下层人民的处境，对统治者有反感，但他的观念反对彼得大帝的改革。他的绘画作风非常严谨，为了寻找心目中的模特，不惜满街漫游，找到后一直纠缠人家，直到答应为他做模特为止。《女贵族莫洛卓娃》中右下角的乞丐就是用这种方法找的模特。 
他的代表作《近卫军临刑的早晨》和《缅希科夫在别廖佐夫》以宏大的场面，生动地刻画了众多的人物形象，借历史事件影射沙皇对人民群众镇压的现实，获得艺术界的高度评价。他的主要作品《近卫军临刑的早晨》和《女贵族莫洛卓娃》都是流露出同情反对改革的人。发动叛乱反对改革的近卫军士兵被彼得大帝处死，坚持不改革用两只手指画十字祷告的女贵族被彼得大帝流放西伯利亚，画面都是一种阴郁的色调。巡回展览画派因此吸收他为正式会员。其后的作品如《攻陷雪城》、《叶尔马克征服西伯利亚》、《苏沃洛夫越过阿尔卑斯山》等，都表现了人民和统治者之间的矛盾和历史人物的悲剧命运。
为了创作《斯捷潘·拉辛》这位1667年农民起义领袖，他多次深入顿河、伏尔加河哥萨克聚居区体验生活，表明了他对创作的严肃态度。晚年因观点分歧离开巡回展览画派。重要作品还有《女贵族莫洛卓娃》、《公主访问女修道院》、《克拉斯诺亚尔斯克暴动》等。
苏里科夫埋葬在莫斯科的瓦甘科沃公墓。

## 作品

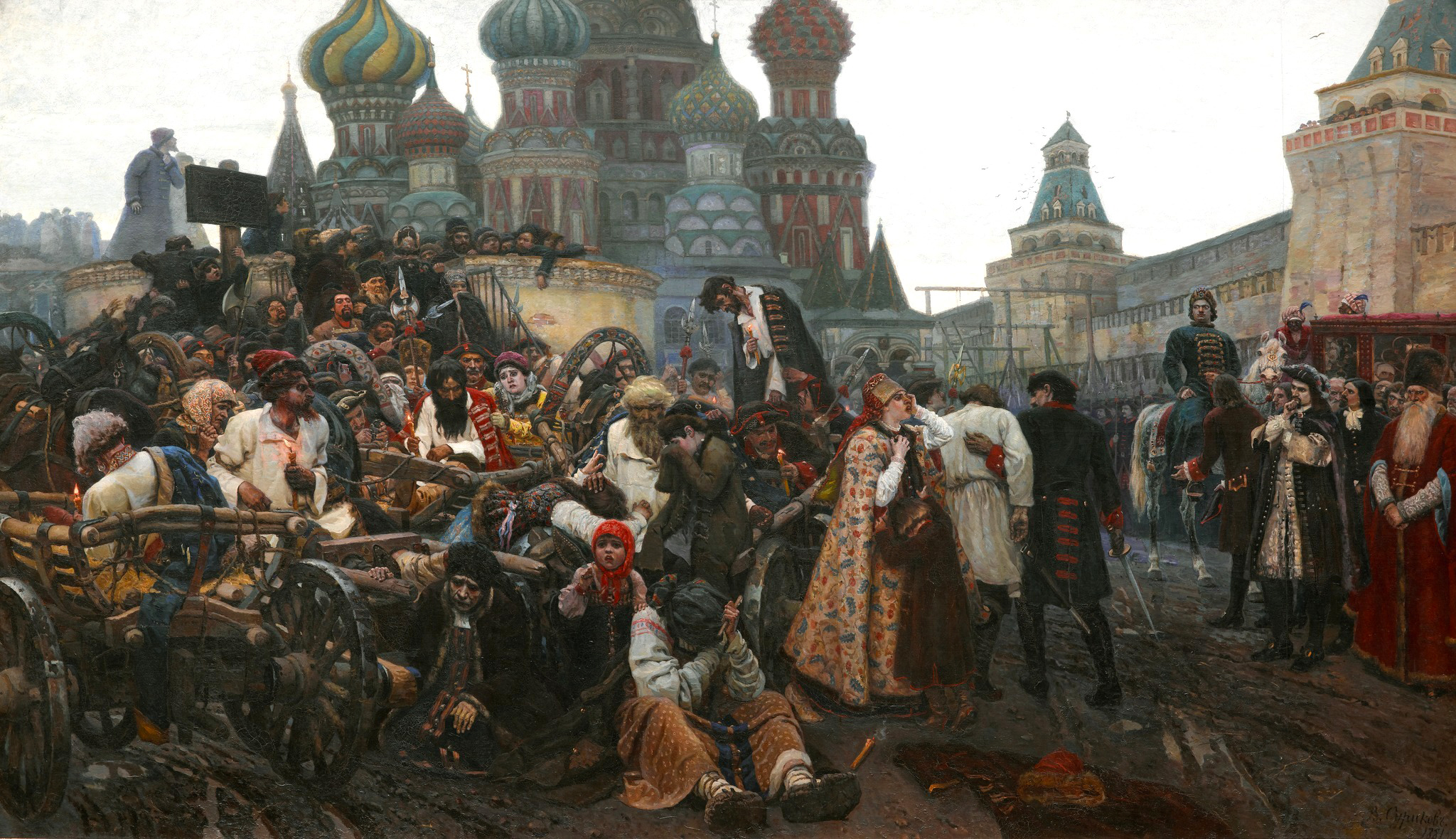
《近卫军临刑的早晨》
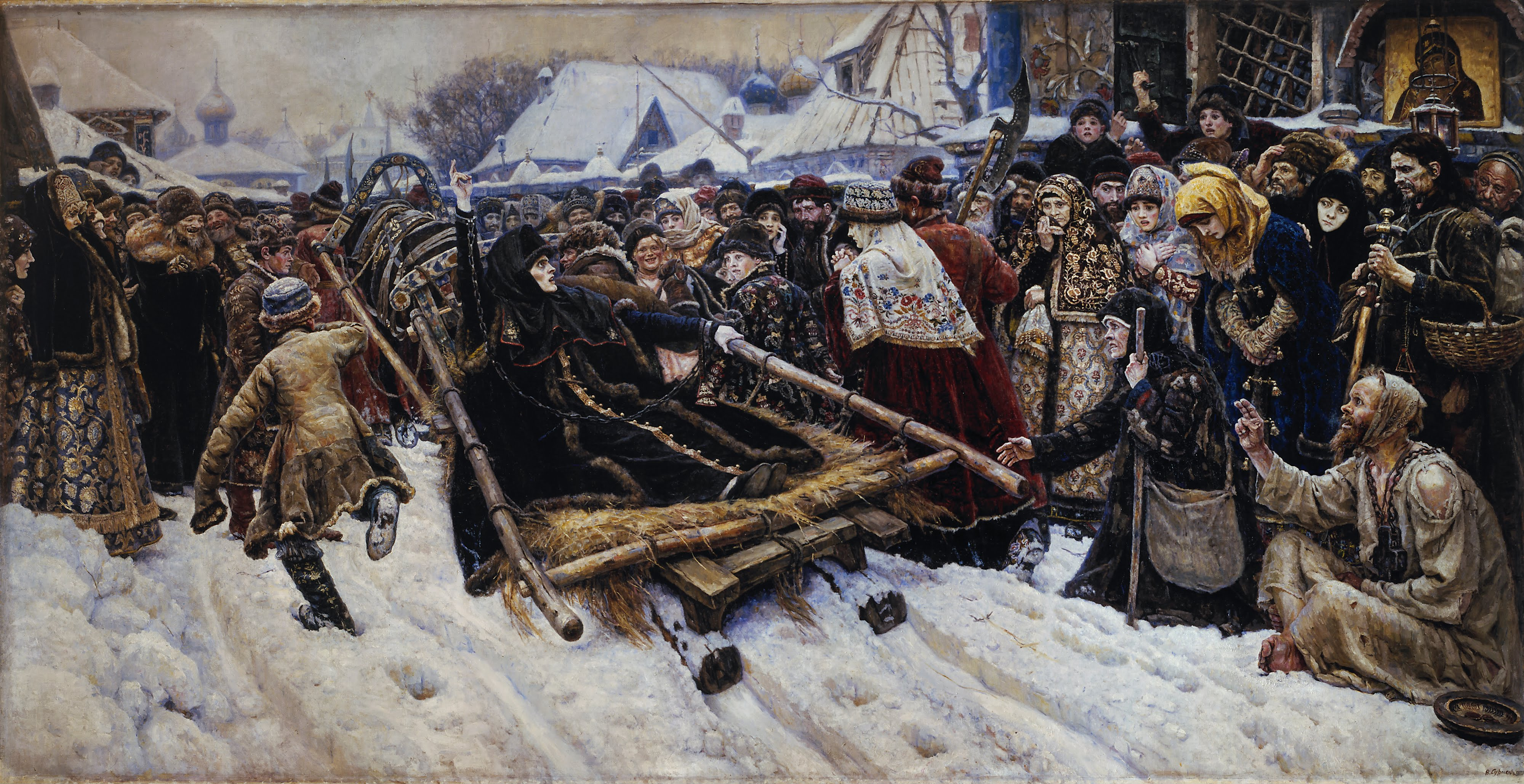
《女贵族莫洛卓娃》
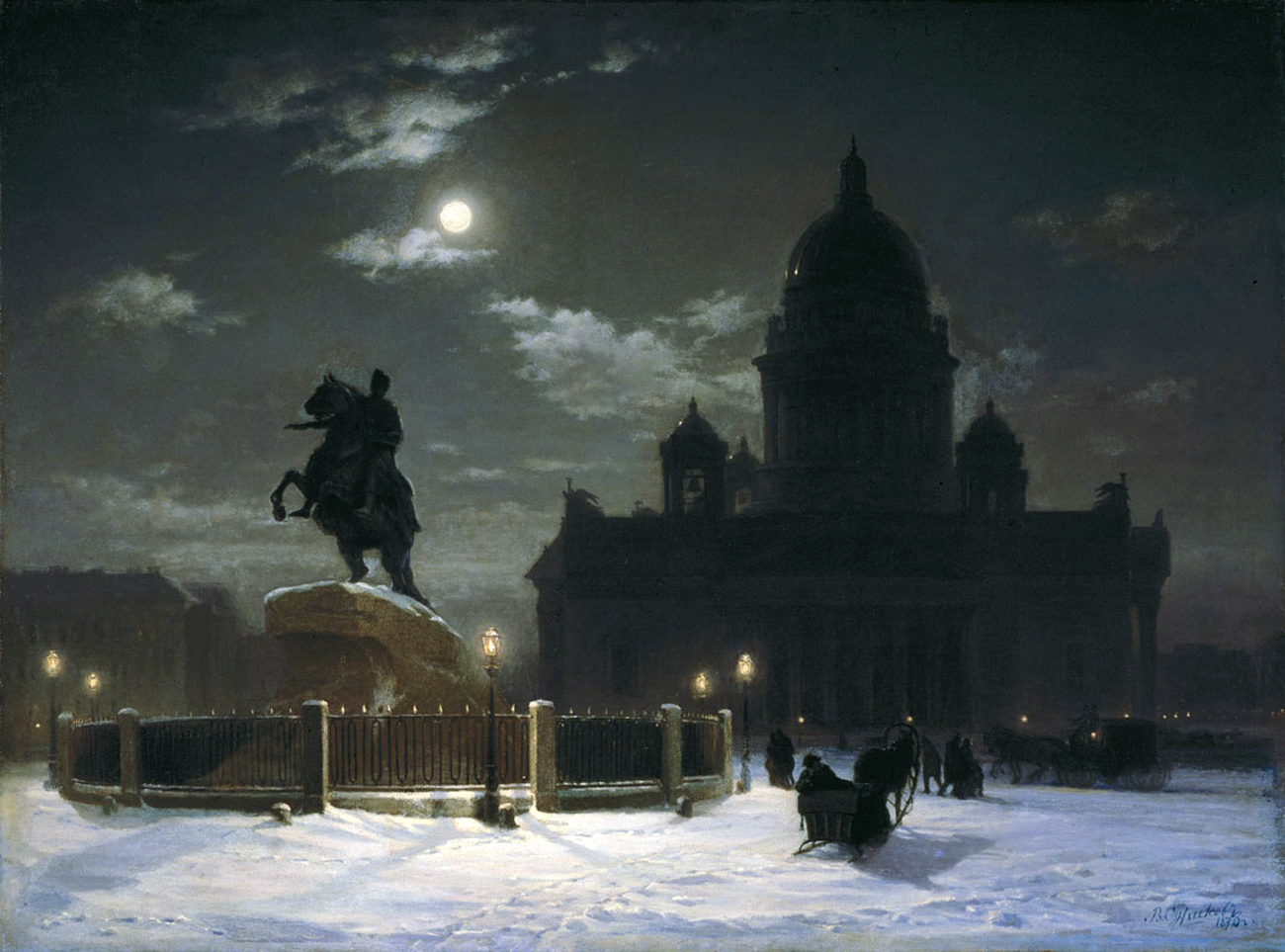
The Bronze Horseman
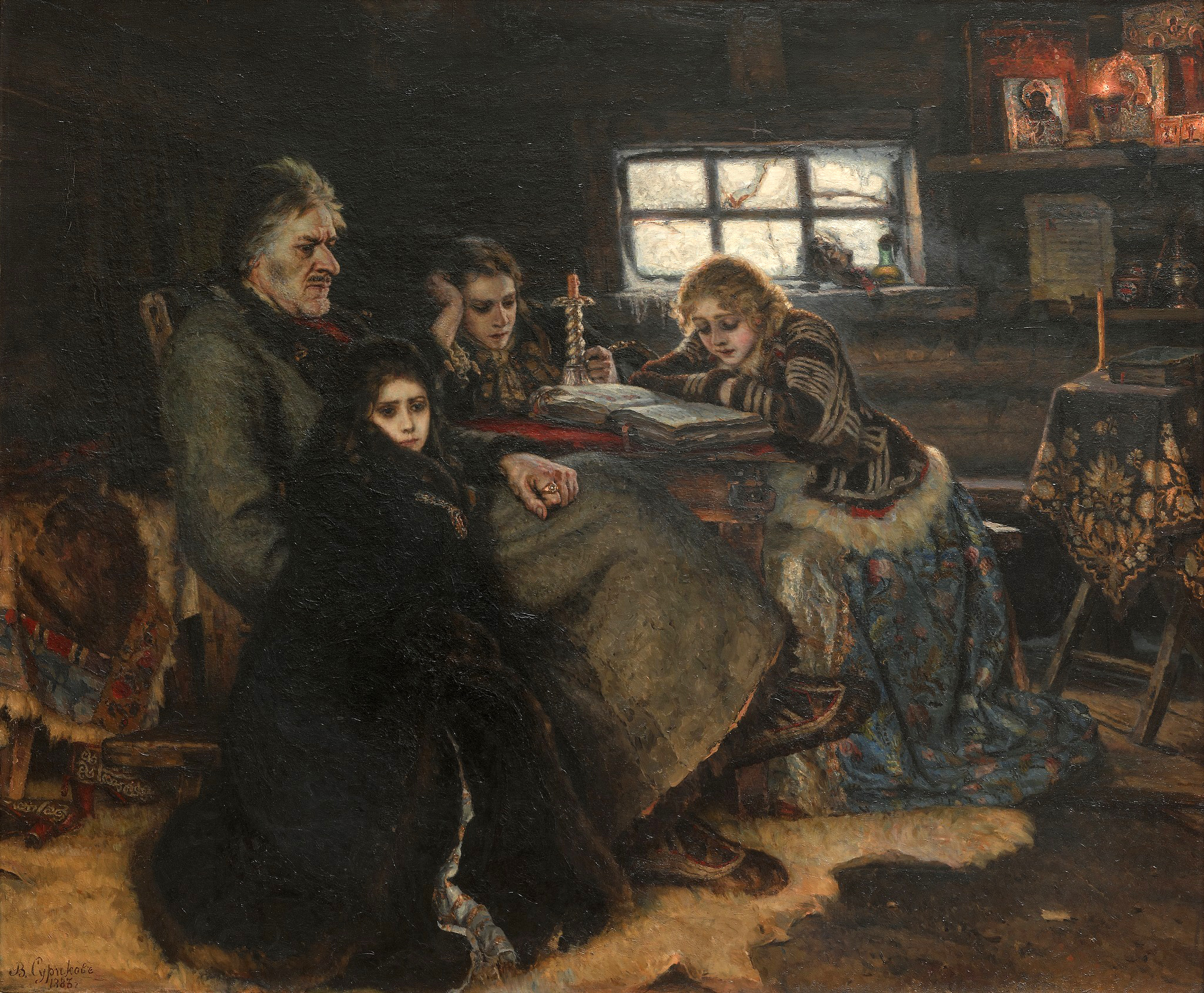
《缅希科夫在别廖佐夫》
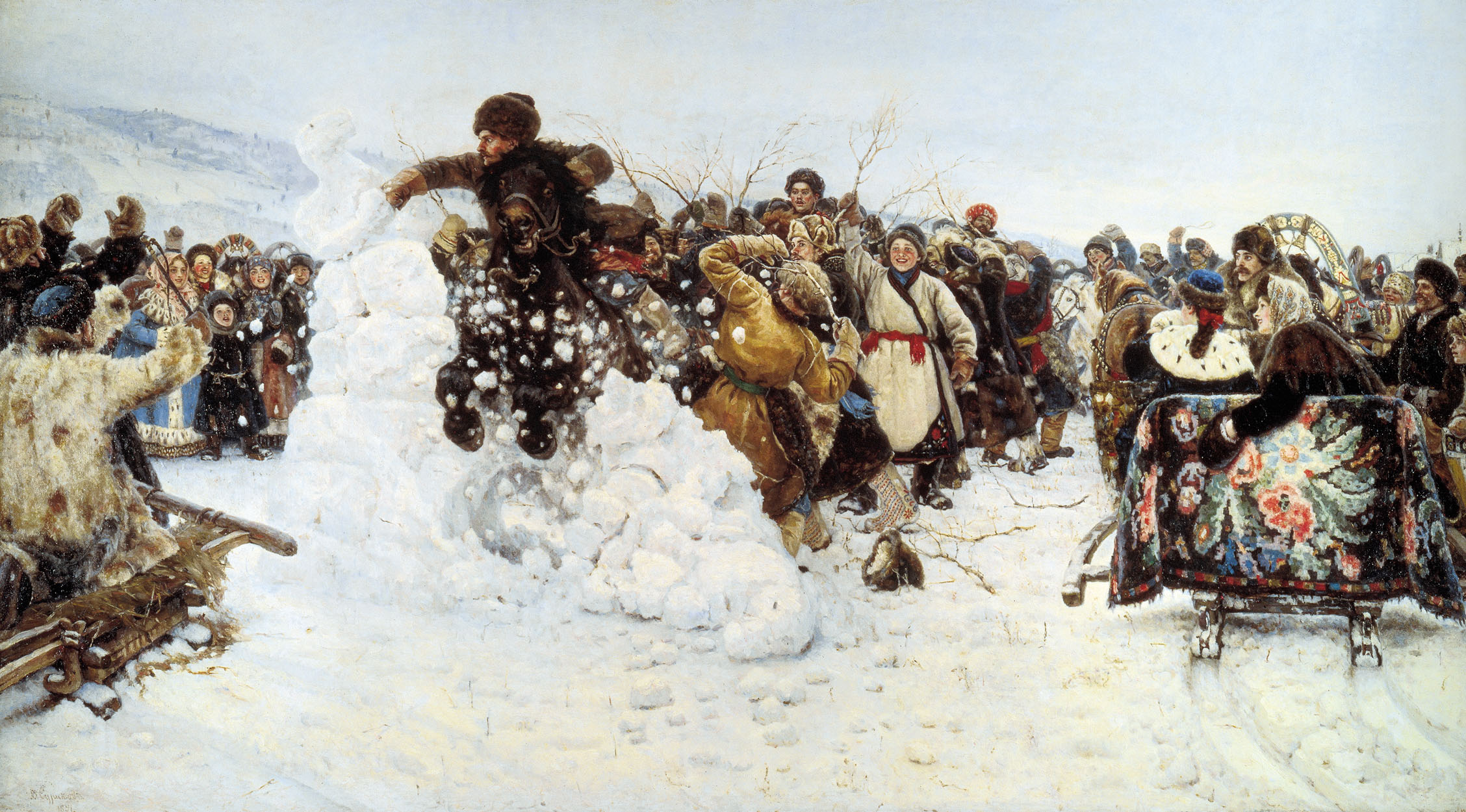
《攻陷雪城》
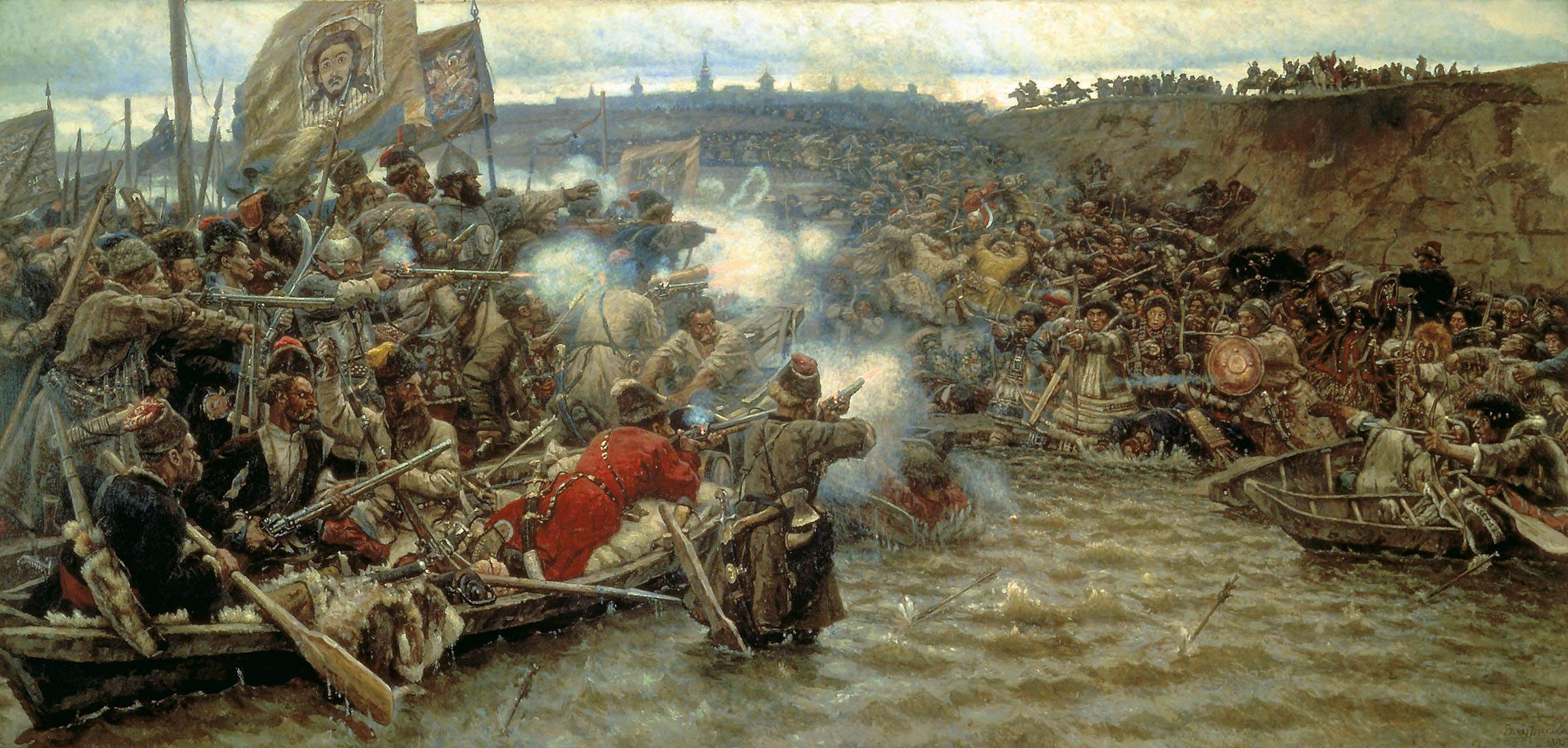
《叶尔马克征服西伯利亚》
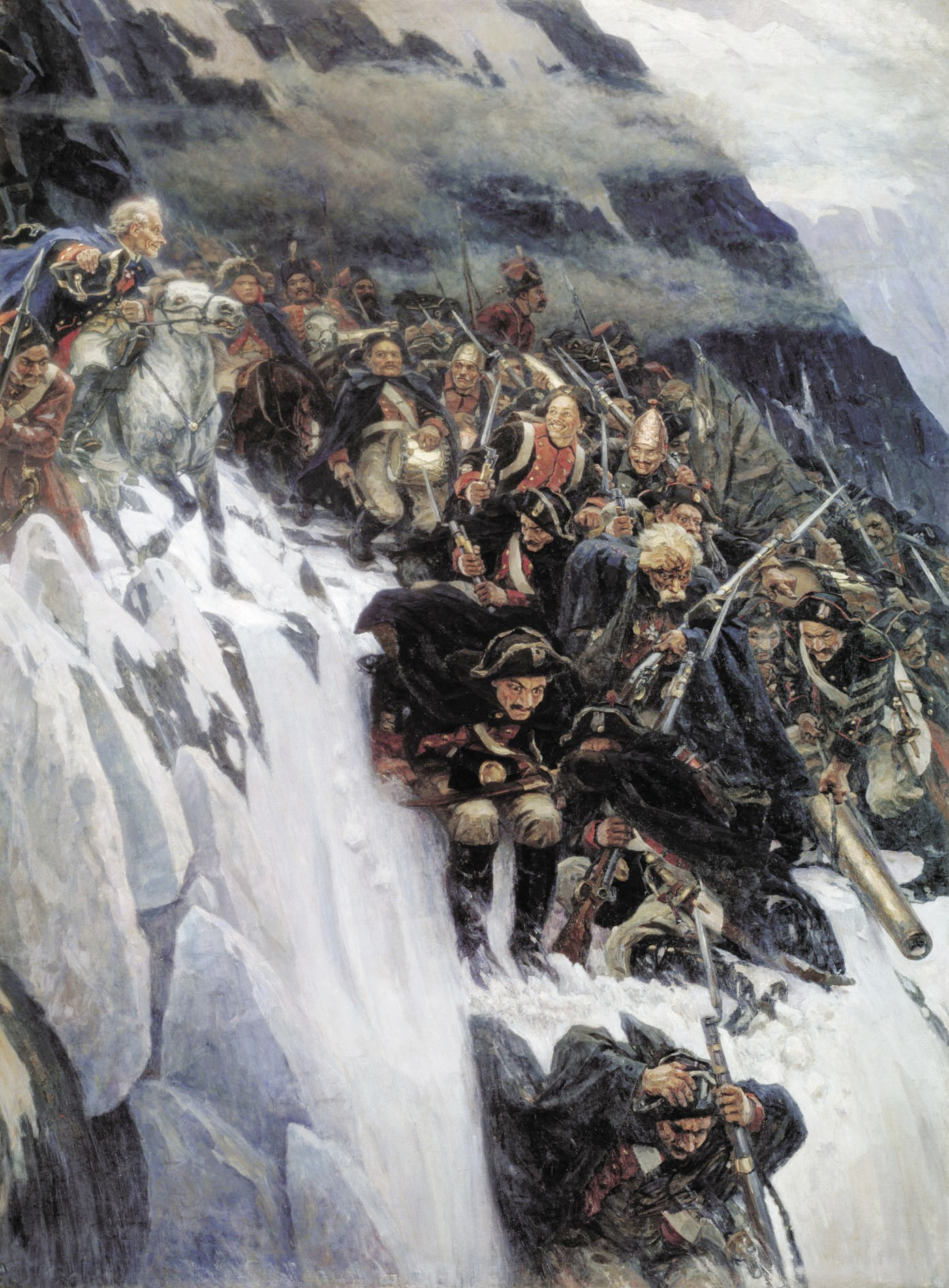
《苏沃洛夫越过阿尔卑斯山》